# Barcania
Barcania is een geslacht van slakken uit de  familie van de Clausiliidae.

## Soorten
De volgende soorten zijn bij het geslacht ingedeeld:
- Barcania bengasiana (Gambetta, 1925)
- Barcania kaltenbachi Brandt, 1956
- Barcania sasaensis Brandt, 1956